# 이머시브 심
이머시브 심[영어: immersive sim(simulation)→몰입형 시뮬레이션]은 플레이어의 선택을 중시하는 비디오 게임 장르다. 이 장르의 핵심적인 특징은 다양한 플레이어의 행동에 반응하는 시뮬레이션 시스템을 활용한다는 점이며, 플레이어에게 주어지는 폭넓은 능력과 결합하여 문제 해결에 있어 다채롭고 창의적인 방법을 제공하고, 개발자가 명시적으로 설계한 것 이상의 창발적 게임플레이를 가능하게 한다. 이러한 정의는 제한된 의미에서의 플레이어 선택을 허용하거나, 플레이어가 선택의 결과를 쉽게 회피할 수 있게 하는 게임 시스템과는 구별된다.
이머시브 심은 정의상 다양한 접근 방식을 허용하며, 일반적으로 롤플레잉 게임, 잠입, 1인칭 슈팅, 플랫폼 게임, 서바이벌 호러 등 여러 장르의 요소를 통합한다. 오픈 월드 게임보다 비교적 작은 세계를 가지고 있지만, 플레이어가 원하는 순서대로 진행할 수 있고 메인 스토리 미션과 함께 사이드 미션을 수행할 수 있는 비선형 게임플레이를 제공한다. 이머시브 심은 일반적으로 루킹 글래스 스튜디오에서 개발한 게임들과 비교된다. 일반적으로 이머시브 심으로 간주되는 최초의 게임은 《울티마 언더월드: 스티지언 어비스》이며, 다른 초기 사례로는 《씨프》와 《씨프 II》, 《시스템 쇼크》와 《시스템 쇼크 2》, 그리고 최초의 《데이어스 엑스》가 있다.
"이머시브 심"이라는 용어는 2000년대에 등장했으며 2010년대 후반부터 정기적으로 사용되기 시작했고, 종종 장르의 초기 작품들에도 소급 적용되었다. 이 용어는 또한 상호작용하고 반응하며 일관된 게임 시스템을 사용하여 창발적 게임플레이와 플레이어 에이전시를 만들어내는 이머시브 심 장르 뒤에 있는 게임 디자인 원칙들을 설명하는 데도 사용된다.

## 개념
이머시브 심은 일반적으로 플레이어에게 레벨을 통과하고 미션을 완수하는 과제를 부여하지만, 플레이어가 이를 달성하는 방법을 강요하지는 않는다. 일반적인 예시로 플레이어 캐릭터가 경비병을 지나가야 하는 상황을 들 수 있다. 이것을 수행하는 방법은 전적으로 플레이어의 선택에 달려있다. 몰래 잠입할 수도 있고, 파쿠르나 다른 유사한 능력을 장비의 도움을 받아 사용하여 경비병 주위를 빠져나갈 수도 있으며, 경비병을 우회할 수 있는 좁은 통로를 찾거나, 경비병을 자리에서 끌어내는 교란 작전을 펼치거나, 경비병을 설득하거나 매수하여 자신을 무시하게 만들거나, 아니면 직접적으로 공격하여 경비병을 죽이거나 무력화할 수도 있다. 이러한 선택은 플레이어 캐릭터의 능력과 현재 소지품에 따라 제한될 수 있으며, 플레이어의 선택에는 결과가 따를 수 있다. 예를 들어, 경비병을 죽이거나 무력화하면 나중에 다른 경비병들이 시체를 발견하여 경계 수준이 높아질 수 있다. 그러나 게임 전반에 걸쳐 이러한 결과 요소가 적용되면 플레이어들에게 부정적으로 받아들여질 수 있다. 한 예로 《디스아너드》는 플레이어가 게임 초반에 사용한 폭력과 소란의 정도에 따라 적 경비병들의 행동이 조정되는 "혼돈" 시스템을 도입하여 플레이어가 향후 조우를 더 어렵게 만드는 것을 피하기 위해 다양한 전술을 시도하도록 유도했다. 이 시스템은 《디스아너드: 방관자의 죽음》에서는 제거되었으며, 미션에 대한 대안적 접근을 장려하기 위한 선택적 퀘스트가 추가되었다.
루킹 글래스 스튜디오의 일원이었던 워렌 스펙터는 이머시브 심이 "당신이 그곳에 있으며, 당신과 대체 세계에 대한 믿음 사이에 아무것도 존재하지 않는다"는 느낌을 만들어낸다고 말했다. 이머시브 심의 주요 개발자들 대부분은 이것을 유능한 게임마스터가 진행하는 테이블탑 《던전 & 드래곤》 게임이나 라이브 액션 롤플레잉 게임에 비유한다. 게임성을 유지하기 위한 규칙 체계는 있지만, 게임이 플레이어를 특정 행동에 순응하도록 강요하는 대신 플레이어의 행동에 반응한다는 점에서 유사하다는 것이다. "이머시브 심"이라는 용어는 스펙터가 2000년에 작성한 《데이어스 엑스》 개발 후기에서 처음 사용한 것으로 알려져 있지만, 스펙터 본인은 이 용어를 루킹 글래스의 동료였던 더그 처치의 공으로 돌린다.
유튜브 시리즈 《게임 메이커스 툴킷》의 마크 브라운은 이머시브 심의 주요 차별화 요소로 스크립트나 고정된 이벤트를 거의 사용하지 않는다는 점을 지적했다. 대신 게임 전반에 걸쳐 일관된 규칙과 시스템을 사용한다. 이러한 일관된 시스템은 플레이어가 독특하고 예측할 수 없는 방식으로 목표를 달성하는 데 활용할 수 있으며, 게임은 플레이어의 결정에 반응한다. 브라운은 원작 《씨프: 더 다크 프로젝트》(1998년)에서는 모든 나무 표면에 밧줄 화살(오르는 데 사용)을 쏠 수 있었던 반면, 2014년작 《씨프》에서는 이를 사용할 수 있는 위치가 제한되어 이머시브 심 요소가 제거되었다는 예시를 든다. 《PC 게이머》의 릭 레인은 《엘더 스크롤》 시리즈의 초기 작품들은 이머시브 심이 아니었지만, 《엘더 스크롤 IV: 오블리비언》(2006년)에서 시리즈가 이머시브 심으로 전환되었다고 언급했다.

## 역사
워렌 스펙터는 《울티마 VI: 거짓 선지자》(1990년)를 이머시브 심의 사고방식을 가진 최초의 게임으로 평가했다. 탑다운 시점으로 플레이되었지만, 이벤트와 미리 계획된 퍼즐에 덜 의존하고 대신 살아있는 세계를 통해 규칙 체계와 시스템을 제공하여 플레이어가 상황에 대한 자신만의 해결책을 만들어낼 수 있게 했기 때문이다. 스펙터는 《울티마 VI》의 플레이테스트 사례 중 하나를 이머시브 심 장르의 기원으로 설명했다. 한 플레이테스터가 닫힌 문을 통과하기 위해 파티에게 필요한 마법 주문이 없었는데, 대신 애완 쥐 캐릭터를 사용하여 좁은 공간을 통과해 문을 여는 데 필요한 장치에 접근했고, 이것은 개발자들 중 누구도 예상하지 못한 방법이었다.
스펙터와 다른 이들에 따르면 《울티마 언더월드: 스티지언 어비스》(1992년)가 이머시브 심의 필수 요소를 보여준 최초의 게임으로 간주된다. 이 게임은 《울티마 VI》의 게임플레이를 기반으로 1인칭 시점을 추가했으며, 1인칭 슈팅 게임을 처음으로 대중화한 《울펜슈타인 3D》보다 몇 달 앞섰다. 1인칭 시점은 플레이어가 완전히 통제할 수 있는 게임 세계의 일부라는 인상을 확고히 하고 몰입감을 완성하는 데 도움을 주었다. 스펙터는 《울티마 언더월드》의 초기 데모를 보고 "세상이 완전히 바뀌었다는 것을 당신은 알지 못하는가?"라고 생각했다고 회상했다. 다른 초기 사례로는 《시스템 쇼크》(1994년)와 그 속편인 《시스템 쇼크 2》(1999년), 《씨프: 더 다크 프로젝트》(1998년)와 그 속편인 《씨프 II》(2000년), 《데이어스 엑스》(2000년), 《악스 파탈리스》(2002년)가 있다. 그러나 같은 시기에 《울펜슈타인 3D》의 뒤를 이은 《둠》(1993년)과 《하프라이프》(1998년) 같은 강력한 내러티브 요소를 가진 액션 중심의 게임들이 더 큰 상업적 성공을 거두어, 퍼블리셔의 관심을 얻기가 어려웠다.
2000년대 후반, 《엘더 스크롤 IV: 오블리비언》(2006년), 《바이오쇼크》(2007년), 《스토커: 쉐도우 오브 초르노빌》(2007년), 《폴아웃 3》(2008년) 등 몇몇 게임이 등장하며 이머시브 심에 대한 관심이 되살아났다. 이러한 성공작들의 영향으로 《데이어스 엑스》 시리즈[《데이어스 엑스: 휴먼 레볼루션》(2011년), 《데이어스 엑스: 맨카인드 디바이디드》(2016년)], 《언더월드》 시리즈(《언더월드 어센던트》(2018년)) 등 새로운 작품들이 나왔다. 이 장르의 인기는 아케인 스튜디오의 주요 작품들[《디스아너드》(2012년), 《프레이》(2017년), 《데스루프》(2021년)]과 함께 계속되었다. 화이트 페이퍼 게임즈의 《디 오큐페이션》(2019년)과 울프아이 스튜디오의 《위어드 웨스트》(2022년)는 이머시브 심의 디자인 원칙을 인정하며 개발되었다. 이 시기의 다른 작품들, 예를 들어 《히트맨》 시리즈와 《젤다의 전설 브레스 오브 더 와일드》(2017년) 및 그 속편인 《티어 오브 더 킹덤》(2023년)은 반드시 이머시브 심으로 간주되지는 않지만, "플레이어의 행동과 메커닉, 레벨 디자인과 상호작용하는 충분히 발전된 물리 엔진/시스템"을 갖추고 있고 플레이어의 자유와 창발적 게임플레이를 강조한다는 점에서 이 장르의 요소를 가지고 있다고 평가받는다.

### 업계에서의 성과
이머시브 심 장르는 평단의 호평을 받고 있지만, 비디오 게임 업계에서 성과는 저조한 편이며 이머시브 심 게임의 판매량은 들쭉날쭉했다. 원작 《데이어스 엑스》는 50만 장 이상 판매되었지만(당시로서는 괜찮은 수치), 직접적인 후속작인 《데이어스 엑스: 인비저블 워》는 상업적 실패작으로 간주되었다. 최근에는 《데이어스 엑스: 휴먼 레볼루션》이 출시 한 달 만에 210만 장 이상 판매된 반면, 후속작 《데이어스 엑스: 맨카인드 디바이디드》는 출시 1년이 지나도록 100만 장 판매를 달성하지 못했다. 《디스아너드 2》 역시 원작 《디스아너드》와 비슷한 수준의 판매 상승세를 보지 못했다. 《시스템 쇼크 2》는 출시 8개월 후 약 5만 8천 장밖에 판매되지 않았는데, 이는 《시스템 쇼크》의 17만 장과 대조적이었다. 수백만 달러의 예산이 투입된 《시스템 쇼크 2》와 《씨프》의 저조한 판매 실적으로 인해 루킹 글래스는 부채가 늘어나 2000년 5월에 문을 닫았다. 이레셔널 게임즈는 여전히 《시스템 쇼크 3》를 만들고 싶어 했지만, 프랜차이즈의 퍼블리싱 권한을 가지고 있던 일렉트로닉 아츠는 두 번째 작품의 판매량이 속편을 정당화하기에 충분하지 않다고 판단했고, 이에 이레셔널은 같은 개념을 공유하면서도 지적 재산권 문제를 피한 정신적 후속작 《바이오쇼크》를 만들게 되었다.
《PC 게이머》의 조디 맥그리거는 다른 경쟁 게임들과 후속작의 마케팅 및 접근 방식의 변화를 포함한 다른 요인들이 낮은 판매량에 기여했다고 지적했다. 또한 이머시브 심이 더 단순한 메커닉을 기반으로 한 다른 유형의 게임들과 달리 플레이어가 게임의 복잡한 상호작용 시스템을 배우고 투자하는 데 더 많은 헌신을 요구하기 때문에 판매하기가 더 어렵다고 말했다. 《씨프》와 《바이오쇼크》 시리즈의 개발자인 조던 토마스도 2017년에 이머시브 심이 이러한 게임의 복잡성으로 인해 대규모 팀이 아닌 다른 집단이 만들기에는 매우 어렵다고 말했으며, 이것은 인디 게임의 기여 가능성이 낮다는 것을 의미했다. 《폴리곤》의 캐스 마셜은 일부 인디 개발자들이 1인 또는 소규모 팀으로 연속적인 이머시브 심을 만들 수 있었다고 밝혔는데, 여기에는 《섀도우 오브 다웃》, 《코퍼스 에닥스》, 《컨트롤 알트 에고》 등이 있다.
아케인의 하비 스미스는 2010년대 이머시브 심의 판매 추세가 실망스러웠지만, 이 장르를 위한 시장은 항상 존재할 것이라고 믿었으며, 다만 낮은 판매량에 맞춰 개발 비용의 균형을 맞출 필요가 있을 것이라고 보았다. 스미스는 최근 게임들의 낮은 판매량을 강력한 멀티플레이어 요소를 가진 빠른 템포의 액션 게임을 선호하는 플레이어들의 일반적인 경향 때문이라고 보았으며, 퍼블리셔들은 그러한 요소가 없는 게임을 경계한다고 말했다. 이머시브 심은 본질적으로 신중한 접근이 필요한 싱글플레이어 경험을 제공하는 경향이 있지만, 스미스는 새로운 작품들이 특히 인디 개발자들을 통해 이러한 플레이어 선호도에 적응해 나갈 것이라고 믿는다.

## 계보

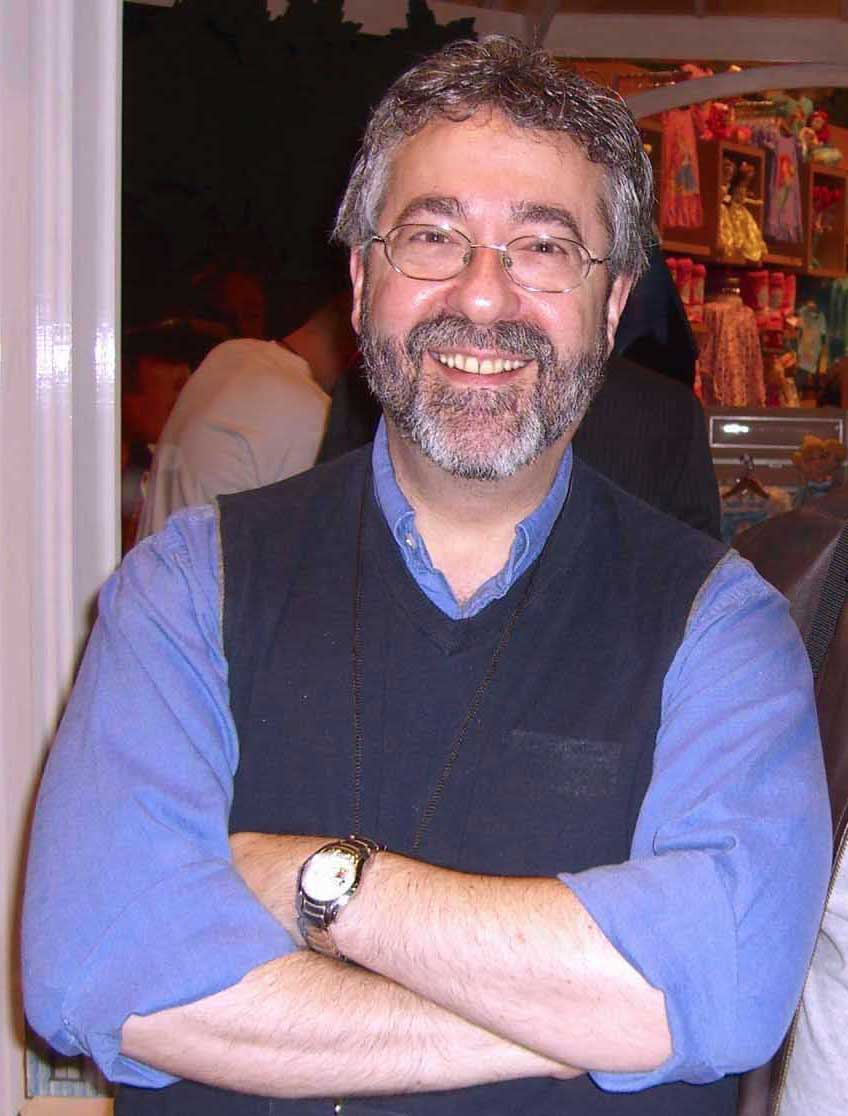
워렌 스펙터는 이머시브 심 장르를 정의한 핵심 인물 중 한 명이다.

소수의 스튜디오와 개발자들이 이머시브 심 장르와 연관되어 있으며, 이들은 루킹 글래스 스튜디오와 그 프로젝트들에서 시작된 개발 계보를 만들어냈다. 《울티마 언더월드》는 폴 뉴라스와 더그 처치가 자신들의 스튜디오인 블루 스카이 프로덕션에서 만들고 오리진 시스템스가 퍼블리싱했다. 오리진의 (《울티마 VI》에서 일했던) 워렌 스펙터도 블루 스카이와 긴밀히 협력하여 게임을 완성했으며, 이 스튜디오는 결국 루킹 글래스로 전환되어 《시스템 쇼크 2》와 《씨프》를 만들었다. 스펙터는 나중에 아이온 스톰에 합류하여 텍사스 오스틴에 스튜디오를 설립했고, 여기서 《데이어스 엑스》 시리즈를 개발했다. 루킹 글래스 스튜디오는 결국 문을 닫았지만, 소속 개발자들은 각자의 스튜디오를 설립했다. 특히 《씨프》와 《시스템 쇼크 2》 제작에 참여했던 켄 러빈은 이래셔널 게임즈를 설립하여 《바이오쇼크》 시리즈(《시스템 쇼크》 게임의 정신적 후속작으로 묘사됨)를 만들었다. 《바이오쇼크 인피니트》 출시 후, 레빈은 새로운 스토리텔링 방식을 탐구하기 위해 이레셔널 게임즈를 대폭 축소하여 고스트 스토리 게임즈라는 새 이름으로 재편성했다. 그러나 제이슨 슈라이어는 이래셔널이나 다른 관련 스튜디오에서 《바이오쇼크》 시리즈 작업을 했던 많은 이들이 결국 기존 스튜디오에 합류하거나 자신만의 스튜디오를 만들어 《바이오쇼크》의 이머시브 심적 해석을 시도하며 이 계보를 이어갔다고 관찰했다.
한편, 라파엘 콜란토니오는 일렉트로닉 아츠(EA)의 품질 보증 팀의 일원으로 《시스템 쇼크》와 같은 게임의 유럽 퍼블리싱을 지원하는 오리진 시스템즈에서 일했다. 콜란토니오는 EA를 떠나 결국 아케인 스튜디오를 설립했고, 《울티마 언더월드》 시리즈의 이머시브 심 후속작을 만들고자 했다. EA가 지적 재산권 사용을 거부하자 아케인은 대신 《악스 파탈리스》를 제작했다. 나중에 콜란토니오는 하비 스미스(《시스템 쇼크》의 오리진 품질 보증 테스터이자 《데이어스 엑스》의 아이온 스톰 수석 개발자 중 한 명)를 영입했고, 이들은 이후 《디스아너드》 시리즈를 설계하고 비슷한 이머시브 심 기초 위에 새로운 《프레이》를 만들었다. 최근에는 뉴라스가 새로운 스튜디오인 아더사이드 엔터테인먼트를 설립하여 EA로부터 《언더월드》 후속작 권리를, 나이트다이브 스튜디오스를 통해 EA로부터 획득한 《시스템 쇼크》 지적 재산권을 확보했다. 뉴라스는 스펙터를 영입하여 두 후속작 제작을 도왔다.
《바이오쇼크》, 《프레이》, 《데스루프》와 같은 숫자 비밀번호를 사용하는 많은 이머시브 심 게임들은 플레이어가 처음 마주치는 코드의 일부로 451이나 0451을 사용하는데, 《시스템 쇼크》 게임에서 게임 내 처음 보이는 문 코드의 일부로 사용된 것을 참조한 것이다. 이는 종종 레이 브래드버리의 소설 《화씨 451》을 참조한 것으로 여겨졌지만, 스펙터는 2019년에 그렇지 않다고 말하며 이 코드는 단순히 케임브리지에 있는 루킹 글래스 스튜디오 문의 보안 코드였기 때문에 사용되었다고 했다. 그러나 전 루킹 글래스 프로그래머 마크 르블랑은 2023년에 이 코드가 원래는 브래드버리를 참조한 것이었으며 스튜디오의 문 코드가 게임을 참조하여 설정되었다고 말했다. 이후 이 숫자가 이머시브 심과 다양한 다른 게임들(《콜 오브 듀티: 모던 워페어》, 《파이어워치》, 《더 라스트 오브 어스 파트 II》 등)에서 반복적으로 등장하는 것을 전 루킹 글래스 개발자 팀 스텔마크는 "개발자들이 루킹 글래스와의 연대를 표현하는 일종의 서명"이라고 설명했다. 루킹 글래스라는 이름은 또한 이 장르에 대한 이 선구적 스튜디오의 중요성을 반영하기 위해 이머시브 심 개발자들에 의해 활용되었다. 예를 들어 아더사이드 엔터테인먼트의 이름(루이스 캐럴의 책 《거울 나라의 앨리스》의 제목을 활용)과 《프레이》에서 플레이어가 자주 마주치는 루킹 글래스 컴퓨터 시스템이 그러하다.